# Meunasah Asan Lsb
Meunasah Asan Lsb is een bestuurslaag in het regentschap Aceh Utara van de provincie Atjeh, Indonesië. Meunasah Asan Lsb telt 696 inwoners (volkstelling 2010).